# Dorylaimus rugosus
Dorylaimus rugosus is een rondwormensoort. De wetenschappelijke naam van de soort is voor het eerst geldig gepubliceerd in 1957 door Andrássy.